# نیتا تالبوت
نیتا تالبوت (انگلیسی: Nita Talbot؛ زادهٔ ۸ اوت ۱۹۳۰) یک هنرپیشه اهل ایالات متحده آمریکا است. وی از سال ۱۹۴۹ تا ۱۹۹۷ مشغول فعالیت بود.
از فیلم‌ها یا برنامه‌های تلویزیونی که وی در آن‌ها به ایفای نقش پرداخته می‌توان به شیفته دخترها (۱۹۶۵)، روز اقاقیا (۱۹۷۵) و شیفت شب (۱۹۸۲) اشاره کرد.